# Михайлівка (Горлівська міська громада)
Миха́йлівка — село (до 2011 року — селище) Горлівської міської громади Горлівського району Донецької області України. Населення становить 627 осіб.

## Географія
Село розташоване на березі каналу Сіверський Донець — Донбас (протікає по східній околиці населеного пункту). Відстань до райцентру становить близько 10 км і проходить автошляхом місцевого значення.
Сусідні населені пункти: на північному сході — Федорівка, місто Горлівка; півночі — Озерянівка; північному заході — Ставки, Широка Балка; заході — Верхньоторецьке, Троїцьке; південному заході — Красний Партизан; півдні — Пантелеймонівка; південному сході — Корсунь; сході — П'ятихатки.

## Населення
За даними перепису 2001 року населення села становило 627 осіб, із них 20,10 % зазначили рідною мову українську, 79,90 % — російську.

## Новітня історія
16 жовтня 2014-го бійці 93-ї бригади потрапили у засідку під час розвідки на бойовому завданні поблизу села Михайлівка. Старший лейтенант Андрій Бернацький, прикриваючи товаришів, загинув від кулі снайпера — влучила у серце між пластинами бронежилету.